# Дзюдо на Играх доброй воли 1990
Соревнования по дзюдо на Играх доброй воли 1990 года прошли в Сиэтле (штат Вашингтон, США) 2 и 3 августа. Соревнования среди женщин проходили только в лёгкой (до 56 кг) и полусредней (до 61 кг) весовых категориях. Были разыграны 9 комплектов наград. На пьедестал поднимались представители 12 стран. В неофициальном командном зачёте доминировали представители СССР, завоевавшие 4 золотых и 3 бронзовых награды.

## Медалисты

### Мужчины
| Весовая категория           | Золото                       | Серебро                       | Бронза                                                   |
| --------------------------- | ---------------------------- | ----------------------------- | -------------------------------------------------------- |
| Наилегчайший вес (до 60 кг) | Амиран Тотикашвили · СССР    | Дашгомбын Баттулга · Монголия | Сигуэто Ямасаки · Япония Ральф Вилензек · Германия       |
| Полулёгкий вес (до 65 кг)   | Ким Хёсан · Республика Корея | Джеймс Педро · США            | Марко-Антонио да Коста · Бразилия Ёсукэ Ямамото · Япония |
| Лёгкий вес (до 71 кг)       | Юкихару Йоситака · Япония    | Майкл Суэйн · США             | Владимир Дгебуадзе · СССР Берталан Хайтош · Венгрия      |
| Полусредний вес (до 78 кг)  | Башир Вараев · СССР          | Фумитака Кабураги · Япония    | Хартли Джонс · Канада Ли Хан · Республика Корея          |
| Средний вес (до 86 кг)      | Хиротака Окада · Япония      | Вальдемар Легень · Польша     | Владимир Шестаков · СССР Юрген Хофманн · Германия        |
| Полутяжёлый вес (до 95 кг)  | Детлеф Кноррек · Германия    | Бек Янгки · Республика Корея  | Кацухито Акияма · Япония Коба Куртанидзе · СССР          |
| Тяжёлый вес (свыше 95 кг)   | Сергей Косоротов · СССР      | Франк Гарсиа · Куба           | Хосе Марио Неру · Бразилия Хиротоси Ватанабе · Япония    |

### Женщины
| Весовая категория          | Золото                        | Серебро                            | Бронза                                     |
| -------------------------- | ----------------------------- | ---------------------------------- | ------------------------------------------ |
| Лёгкая (до 56 кг)          | Чон Сон Ён · Республика Корея | Никола Фейрбразер · Великобритания | Тиёри Масути · Япония Кейт Донахью · США   |
| Полусредний вес (до 61 кг) | Елена Петрова · СССР          | Дайана Бэлл · Великобритания       | Ваня Исии · Бразилия Кимико Ямада · Япония |

## Общий медальный зачёт
*   Принимающая страна (США)
| Место           | Страна           | Золото | Серебро | Бронза | Всего |
| --------------- | ---------------- | ------ | ------- | ------ | ----- |
| 1               | СССР             | 4      | 0       | 3      | 7     |
| 2               | Япония           | 2      | 1       | 5      | 8     |
| 3               | Республика Корея | 2      | 1       | 1      | 4     |
| 4               | Германия         | 1      | 0       | 2      | 3     |
| 5               | США*             | 0      | 2       | 1      | 3     |
| 6               | Великобритания   | 0      | 2       | 0      | 2     |
| 7               | Куба             | 0      | 1       | 0      | 1     |
| 7               | Монголия         | 0      | 1       | 0      | 1     |
| 7               | Польша           | 0      | 1       | 0      | 1     |
| 10              | Бразилия         | 0      | 0       | 4      | 4     |
| 11              | Венгрия          | 0      | 0       | 1      | 1     |
| 11              | Канада           | 0      | 0       | 1      | 1     |
| Всего стран: 12 | Всего стран: 12  | 9      | 9       | 18     | 36    |